# Deckenbaubahnhof

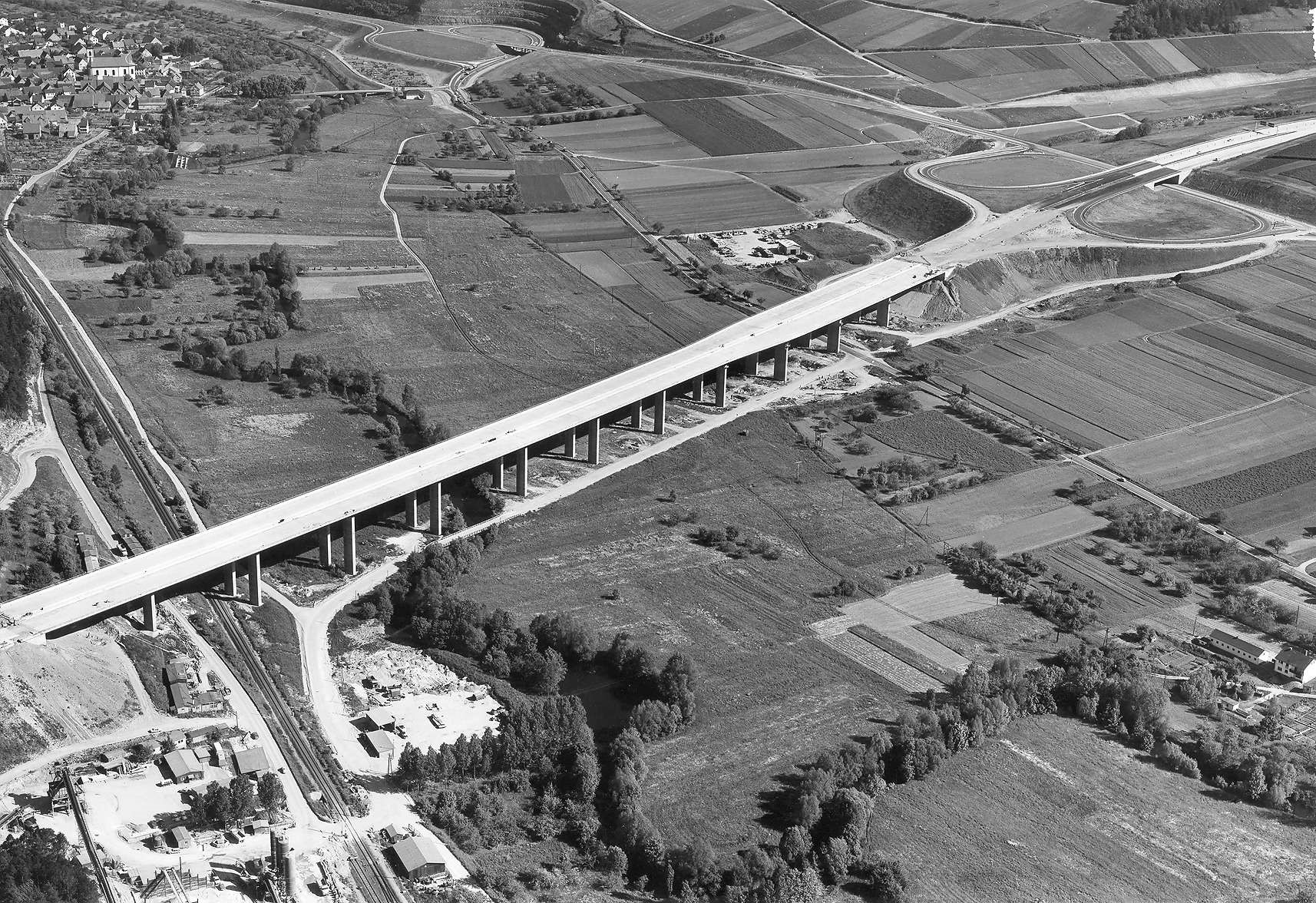
Der Deckenbaubahnhof Distelhausen (links unten) während des Baus der A 81 mit der nahe gelegenen Taubertalbrücke sowie der Anschlussstelle Tauberbischofsheim im Jahre 1973

Ein Deckenbaubahnhof oder Deckenbahnhof war ein temporärer Güterbahnhof, der zu Versorgung von Autobahnbaustellen angelegt wurde.
Das „Gesetz über die Errichtung eines Unternehmens Reichsautobahn“ vom 27. Juni 1933 übertrug der Deutschen Reichsbahn-Gesellschaft den Bau und Betrieb der Autobahnen. Damit war die Bahn bereits ab dem ersten Jahr der Existenz des Dritten Reichs unmittelbar mit dem Autobahnbau befasst. Auch nach der Umwandlung des Unternehmens Reichsautobahn in eine Reichsbehörde blieb die Bahn in den Autobahnbau involviert, ehe dieser 1942 eingestellt wurde.
In der Bundesrepublik kam der Deutschen Bundesbahn erneut eine Schlüsselrolle beim Autobahnbau zu. Sie sorgte für die Anfuhr mineralischer Baustoffe wie Kies, Sand und Splitt sowie von Bitumen und Kraftstoffen. In der Gegenrichtung wurde Abraum befördert. Die Baustoffe wurden in Versendestellen auf Ganzzüge verladen und zu ihren Zielbahnhöfen transportiert. Dies waren die Deckenbaubahnhöfe, wo die angelieferten Güter umgeschlagen wurden. Sie waren mehrgleisig angelegt und für ein hohes Tonnageaufkommen konzipiert. So wurden im Deckenbaubahnhof Dettelbach im Jahr 1964 1.048.307 Tonnen Güter angeliefert. Die Versendestelle Staffelstein verzeichnete im selben Jahr den Versand von 796.239 Tonnen Kies.

## Deckenbahnhof Streitau
In den Jahren 1934 bis 1936 wurde der Abschnitt von Schleiz bis Bad Berneck der heutigen Bundesautobahn 9 gebaut. An der Bahnstrecke Falls–Gefrees wurde unmittelbar westlich deren Kreuzung mit der Autobahntrasse ein Deckenbahnhof angelegt. Bei Kilometer 2,4 zweigte in Richtung Falls das Anschlussgleis nördlich vom Streckengleis ab. Über eine doppelte Kreuzungsweiche wurden zwei Ladegleise erreicht. Das südliche Gleis wies eine Waggonkippanlage auf, dort konnten offene Güterwagen über die Stirnbordwand in einen Bunker entladen und das angelieferte Material über Förderbänder auf Silos verteilt werden. Über das nördliche Gleis wurde Zement, vermutlich sackweise in geschlossenen Güterwagen, angeliefert.

## Deckenbaubahnhöfe zwischen Nürnberg und Würzburg
Allein zwischen Nürnberg und Würzburg wurden für den Bau der Bundesautobahn 3 fünf Deckenbaubahnhöfe angelegt. Sie existierten nur während des Baus dieses Autobahnabschnitts, der 1959 in Angriff genommen und 1964 abgeschlossen wurde. Vier davon lagen an Nebenbahnen, die Züge wurden von Dampf- oder Diesellokomotiven gezogen. Der Deckenbaubahnhof Dettelbach lag an der Hauptbahn Fürth–Würzburg und konnte von Elektrolokomotiven befahren werden. Wegen der Fahrleitung waren dort erhöhte Sicherheitsvorkehrungen erforderlich.
Der Deckenbaubahnhof Schlüsselfeld lag unmittelbar neben dem gleichnamigen Endbahnhof der Bahnstrecke Frensdorf–Schlüsselfeld. Die angelieferten Baustoffe wurden dort vor Ort in großen Mischanlagen vorbereitet und über lange Transportbänder zur Autobahnbaustelle befördert, wo Lorenbahnen die weitere Verteilung übernahmen. Das höchste Transportaufkommen wurde 1963 verzeichnet, als 668.065 Tonnen Güter angeliefert wurden.
Weitere Deckenbaubahnhöfe in diesem Bauabschnitt waren Frauenaurach an der Bahnstrecke Erlangen-Bruck–Herzogenaurach, Gremsdorf an der Bahnstrecke Forchheim–Höchstadt und Wiesentheid an der Bahnstrecke Kitzingen–Schweinfurt. Für den starken Baustellenverkehr von Schweinfurt nach Wiesentheid wurde die Bahnstrecke oberbau- und stellwerkstechnisch saniert.

## Weitere Deckenbaubahnhöfe
- Bettingen an der Bahnstrecke Lohr–Wertheim, Bundesautobahn 3[4]
- Trennfeld an der Bahnstrecke Lohr–Wertheim, Bundesautobahn 3[5]
- Distelhausen an der Bahnstrecke Lauda–Wertheim (circa 1970 bis 1974), Bundesautobahn 81[6]